# Saint-Joseph (Martinique)
Pour les articles homonymes, voir Saint-Joseph.
Saint-Joseph est une commune française située dans le département d'Outre-mer de la Martinique. À proximité de Fort-de-France et du Lamentin. Son château d'eau et les stations de captage de la rivière Blanche alimentent en partie la ville de Fort-de-France. Ses habitants sont appelés les Joséphins.

## Géographie

### Localisation
Cette commune du centre de l'île présente tout comme sa voisine de Gros-Morne, un relief vallonné de mornes et aucun accès à la mer.

### Climat
Le climat y est de type tropical.

## Urbanisme

### Typologie
Saint-Joseph est une commune urbaine, car elle fait partie des communes denses ou de densité intermédiaire, au sens de la grille communale de densité de l'Insee,,,. Elle appartient à l'unité urbaine de Fort-de-France, une agglomération intra-départementale regroupant 4 communes et 115 501 habitants en 2022, dont elle est une commune de la banlieue,.
Par ailleurs, la commune fait partie de l'aire d'attraction de Fort-de-France, dont elle est une commune de la couronne. Cette aire, qui regroupe 28 communes, est catégorisée dans les aires de 200 000 à moins de 700 000 habitants,.

### Lieux-dits, hameaux et écarts
La population est d'environ 17 000 habitants, répartis sur de nombreux quartiers (Derrière-bois, Durand, Belle Étoile, Bambou du champ, Chapelle, Sérail, Morne des Olives, Gondeau, Allé Choco, Bois Neuf, Bois du parc, Rosière, Rivière monsieur, Séailles, Salubre, Long Bois, Rabuchon, Presqu'ile, Rivière l'or).
Cœur Bouliki situé sur la commune est un lieu-dit plébiscité par les Joséphins et autres pour son aire de pique-nique au bord de la rivière Blanche située en pleine forêt. 150 000 visiteurs fréquentent annuellement ce site ouvert en 1983, et qui a bénéficié d'importants travaux d'aménagement de l'Office national des forêts en 2014.
Une route forestière réservée à l'entretien de la forêt environnante permet d'atteindre la route de l'Alma.

### Voies de communication et transports

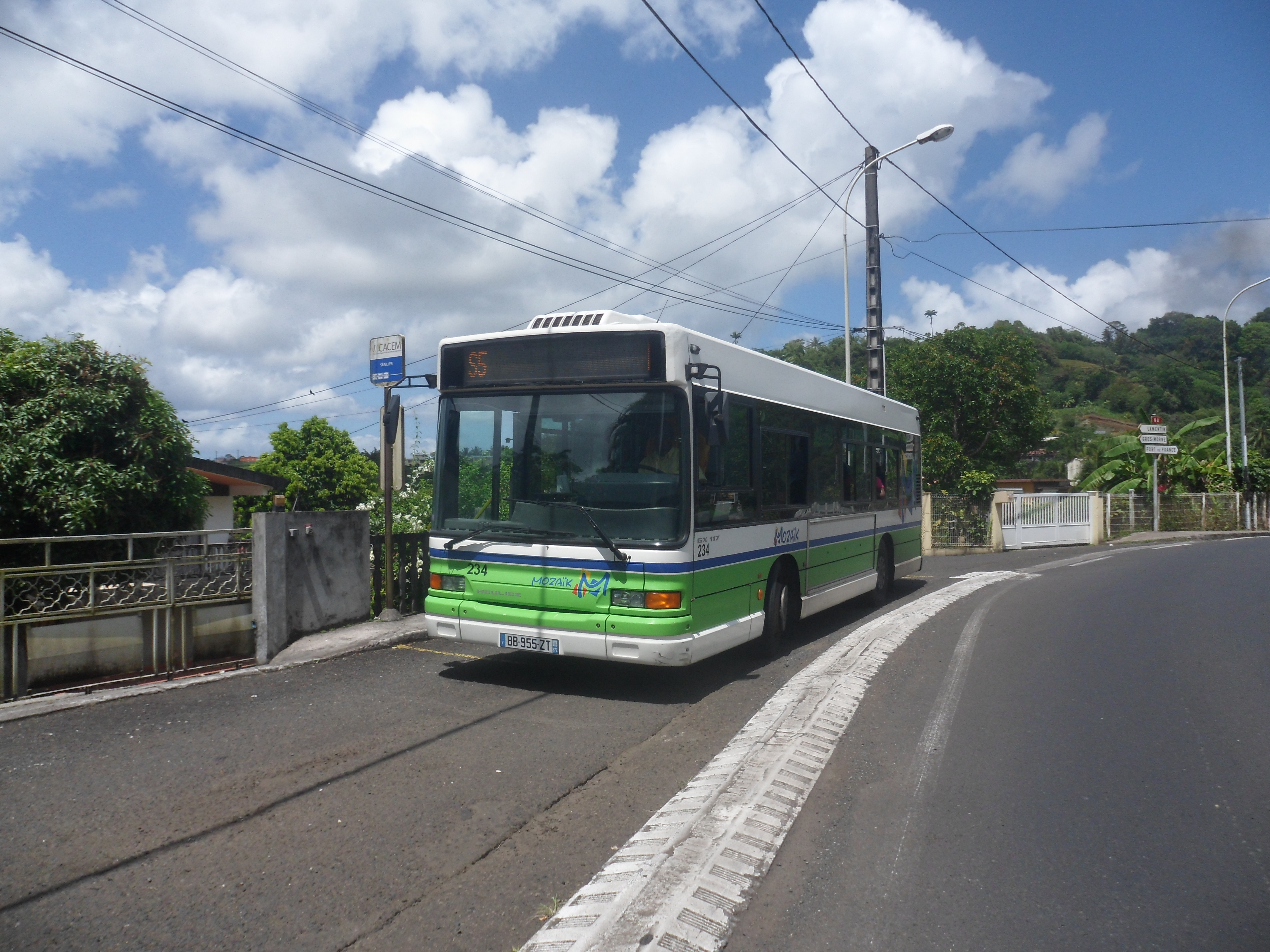
Un bus de la ligne S5 (maintenant 320) du réseau Mozaïk qui dessert Saint-Joseph, jusqu'à Fort-de-France.

La ville de Saint-Joseph est desservie par le réseau de transports urbains Mozaïk.

## Histoire
La commune de Saint-Joseph est créée officiellement le 24 mars 1888 confirmant le rassemblement en ce lieu, d'habitants regroupés depuis 1862 en section de commune et en paroisse, dépendant alors de la commune voisine, le Lamentin.

## Politique et administration

### Rattachements administratifs et électoraux
Saint-Joseph appartient à l'arrondissement de Fort-de-France et vote pour les représentants de l'Assemblée de Martinique. Avant 2015, elle élisait son représentant au conseil général dans le canton de Saint-Joseph, entité dont elle était le chef-lieu et unique commune.
Pour l’élection des députés, la commune fait partie de la deuxième circonscription de la Martinique.

### Intercommunalité
La commune appartient à la communauté d'agglomération du Centre de la Martinique.

### Liste des maires
| Période                                  | Période              | Identité                | Étiquette             | Qualité |
| ---------------------------------------- | -------------------- | ----------------------- | --------------------- | --- |
| 1905                                     | 1919                 | Raoult de Jaham         |                       | |
| 1919                                     | 1925                 | Georges Brisfer         | SFIO                  | Propriétaire |
| 1925                                     | 1929                 | Louis Cassius de Linval |                       | |
| 1929                                     | 1941                 | Georges Brisfer         | SFIO                  | Propriétaire |
| Les données manquantes sont à compléter. |                      |                         |                       | |
| 1945                                     | 1947                 | Georges Brisfer         |                       | Propriétaire |
| 1947                                     | 1957                 | Henri Maurice           | Rad. puis SFIO        | Médecin |
| 1957                                     | mars 1959            | Albert Zulemi           |                       | |
| mars 1959                                | janvier 1993 (décès) | Émile Maurice           | DVD puis UDR puis RPR | Professeur d'histoire-géographie Conseiller général du canton de Saint-Joseph (1958 → 1993) Président du conseil général de la Martinique (1970 → 1992) |
| 1993                                     | mars 2001            | Raymond Saffache        | RPR puis DVD          | Directeur d'école Conseiller général du canton de Saint-Joseph (1993 → 2001) Conseiller régional de la Martinique                                       |
| mars 2001                                | 2020                 | Athanase Jeanne-Rose    | RDM                   | Employé Conseiller général du canton de Saint-Joseph (2008 → 2015) Président de la CA du Centre de la Martinique (2014 → )                              |
| 2020                                     | En cours             | Yan Monplaisir          | SE-DVD                | Homme d'affaires |
| Les données manquantes sont à compléter. |                      |                         |                       | |

## Jumelages
- Saint-Laurent-du-Maroni (Guyane)
- Deshaies (Guadeloupe)

## Population et société

### Démographie
L'évolution du nombre d'habitants est connue à travers les recensements de la population effectués dans la commune depuis 1961, premier recensement postérieur à la départementalisation de 1946. À partir de 2006, les populations de référence des communes sont publiées annuellement par l'Insee. Le recensement repose désormais sur une collecte d'information annuelle, concernant successivement tous les territoires communaux au cours d'une période de cinq ans. Pour les communes de plus de 10 000 habitants les recensements ont lieu chaque année à la suite d'une enquête par sondage auprès d'un échantillon d'adresses représentant 8 % de leurs logements, contrairement aux autres communes qui ont un recensement réel tous les cinq ans,.

En 2022, la commune comptait 16 470 habitants, en évolution de +0,74 % par rapport à 2016 (Martinique : −4,11 %, France hors Mayotte : +2,11 %).
| 1961  | 1967   | 1974   | 1982   | 1990   | 1999   | 2006   | 2011   | 2016   |
| ----- | ------ | ------ | ------ | ------ | ------ | ------ | ------ | ------ |
| 9 876 | 10 923 | 10 950 | 11 266 | 14 036 | 15 785 | 17 107 | 16 849 | 16 349 |

| 2021   | 2022   | - | - | - | - | - | - | - |
| ------ | ------ | - | - | - | - | - | - | - |
| 16 135 | 16 470 | - | - | - | - | - | - | - |

### Manifestations culturelles et festivités
Le dernier dimanche du mois de janvier a lieu la grande parade d'ouverture du carnaval Matinik Caribean kanaval, manifestation organisée par le groupe Matjilpa en partenariat avec l'Office du tourisme, la MJC et la Municipalité. L'occasion est donnée au plus grand orchestre de rue de la Martinique de défiler dans les rues du bourg. Des groupes de pays voisins sont régulièrement invités (Brésil, Sainte-Lucie, Cuba).

## Sports et loisirs
Équipements sportifs :
- Stade Henri-Murano[14] ;
- Hall des Sports.

Il y a plusieurs clubs sportifs à Saint-Joseph :
- Golden Lion de Saint-Joseph, football, athlétisme (vainqueur du Championnat de la Martinique de football en 2015, 2016, 2021, 2022, 2023, vainqueur de la Coupe de la Martinique de football en 2016, 2019, 2023, de la Ligue Antilles en 2017, 2018 et 2025). Le Golden Lion de Saint-Joseph a connu sa période de gloire de 2015 à 2019 en remportant 6 titres dont 2 de champion de Martinique. Les principaux joueurs connus sont les suivants : Kévin Parsemain, ancien joueur pro de Seattle Sounders, Mickaël Biron, actuel joueur pro du RWD Molenbeek, Mathias Coureur, ancien joueur du FC Nantes et du FC Gueugnon, Eddy Heurlié ancien joueur pro de l'ES Troyes AC, Thierry Catherine, ancien joueur pro de Swope Park Rangers aux Etats-Unis, Sébastien Crétinoir, Daniel Hérelle, Loïc Chauvet, Lionel Ravi, José Goron, Romario Barthéléry, Jean-Manuel Nédra et Jérémy Liénafa, tous joueurs et anciens joueurs de l'Équipe de Martinique de football ;

- Racing-Club de Saint-Joseph, football, le RC Saint-Joseph est vainqueur du Championnat de la Martinique de football en 2025, de la Coupe de la Martinique de football en 1993 et en 2024 de la coupe de France (représentant de la Martinique)[15],[16]

(la section féminine de football du RC Saint-Joseph est actuellement la meilleure de la Martinique avec 7 titres de champion et 10 coupes de Martinique) ;
- Golden Lion Basket Ball de Saint-Joseph, basketball ;
- Club Sport de Saint-Joseph, handball ;
- P.O.J Pédale d'Or Joséphine, cyclisme ;

## Économie
Les cultures fruitières nécessitant beaucoup d'eau y sont reines, notamment la banane. Les fleurs y sont aussi cultivées (anthurium, alpinia, rose de porcelaine). L'élevage de poissons d'eau douce aussi, pour les mêmes raisons.

## Culture locale et patrimoine

### Lieux et monuments

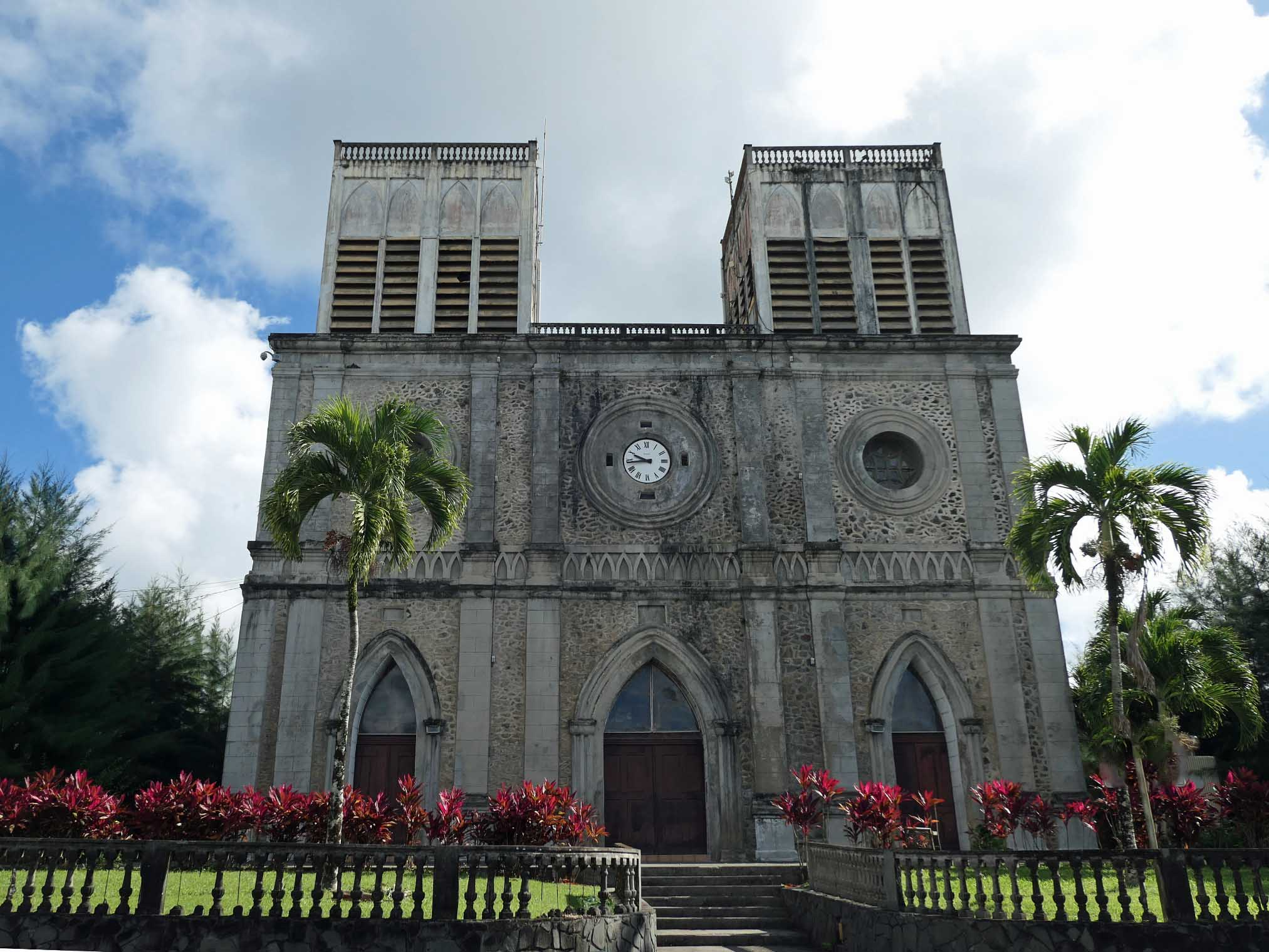
L'église Saint-Joseph.

- L'église Saint-Joseph de Saint-Joseph. C'est une réplique de la cathédrale de Paris, en face de laquelle se trouve le monument aux morts en mémoire des morts de la guerre ainsi que la tour du jubilé faite de pierre.
- Chapelle Saint-Michel-Archange de la Jambette. La chapelle est dédiée à l'archange Michel.
- Monument aux Morts, érigée en 1922, avec plaques de marbre gravées par Boisson, protégé au titre des monuments historiques le 26 novembre 2015.

### Personnalités liées à la commune
- Émile Maurice, né à Fort-de-France, enseignant, maire de Saint-Joseph de 1959 à 1993 et conseiller général de 1958 à 1993 et Président du conseil général de la Martinique de 1970 à 1992.
- Guy Cabort-Masson, écrivain nationaliste et anticolonialiste. En 1998, il obtient le prix Frantz Fanon pour son essai Martinique, comportements et mentalité. Il est aussi l'auteur des romans La Mangrove mulâtre et Pourrir ou martyr un peu. En 1968, il invente avec Alex Ferdinand le drapeau nationaliste martiniquais "Rouge, Vert, Noir"[17].
- Paule Cassius de Linval, écrivaine, conteuse et poétesse. En 1961, son recueil de contes Mon pays à travers les légendes a été couronné par le prix Montyon
- Sandrine Gruda, née à Cannes, mais elle a vécu en Martinique jusqu'à l'âge de 15 ans. Ancienne joueuse du Golden Lion de Saint-Joseph et basketteuse internationale de l'équipe de France et l'une des meilleures joueuses européennes, elle est désignée meilleure joueuse européenne de l'année 2009 par la FIBA Europe. Depuis le 5 juin 2021, elle est la meilleure marqueuse de l'histoire de l’équipe de France et compte désormais 2578 points avec l'Équipe de France de basket-ball féminin. Elle fait partie de l'équipe de France médaillée de bronze aux Jeux olympiques d'été de 2021 à Tokyo.
- Manuéla Kéclard-Mondésir, née au Lamentin, députée de la Martinique de 2018 à 2022 et ancienne adjointe au maire de Saint-Joseph de 2014 à 2020. Elle a été aussi conseillère régionale de 2010 à 2015. Elle est la deuxième femme députée de l'histoire de la Martinique.
- Hervé Arcade, né à Saint-Joseph, cycliste, ancien coureur du CCT (Club Cycliste de Trinité), vainqueur du Tour de la Martinique en 2004, du Tour de Guyane en 2003 et du Trophée de la Caraïbe en 2001. Hervé Arcade a été directeur sportif de l'Équipe cycliste Vendée U, une formation évoluant en DN1 (division nationale 1).
- Grégory Privat, né en 1984, pianiste et compositeur de jazz.